# مارك كيرك
مارك كيرك (بالإنجليزية: Mark Kirk )‏ (و. 1959  م) هو سياسي، وضابط، ومحامي، وموظف في الكونغرس ‏ أمريكي، ولد في تشامبيغن، هو عضوٌ في الحزب الجمهوري، ويحمل رتبة عسكرية قائد.

## مناصب
تولى منصب عضو مجلس الشيوخ الأمريكي (3 يناير 2015–3 يناير 2017)، وعضو مجلس الشيوخ الأمريكي (3 يناير 2013–3 يناير 2015)، وعضو مجلس الشيوخ الأمريكي (5 يناير 2011–3 يناير 2013)، وعضو مجلس الشيوخ الأمريكي (29 نوفمبر 2010–3 يناير 2011)، وعضو مجلس الشيوخ الأمريكي (29 نوفمبر 2010–3 يناير 2017)، وعضو مجلس النواب الأمريكي (4 يناير 2007–3 يناير 2009)، وعضو مجلس النواب الأمريكي (4 يناير 2005–3 يناير 2007)، وعضو مجلس النواب الأمريكي (7 يناير 2003–3 يناير 2005)، وعضو مجلس النواب الأمريكي (3 يناير 2001–3 يناير 2003)، وعضو مجلس النواب الأمريكي.

## التعليم
تعلم في مركز الحقوق في جامعة جورجتاون، وتحصل منها على دكتوراه في القانون (حتى 1992)، وكلية لندن للاقتصاد، وتحصل منها على درجة الماجستير في العلوم (حتى 1982)، وجامعة كورنيل، وتحصل منها على بكالوريوس في الفنون (حتى 1981)، وBlackburn College (Illinois) ‏.

## الخدمة العسكرية
خدم في بحرية الولايات المتحدة.